# Stadtwerke Rosenheim
Die Stadtwerke Rosenheim GmbH & Co. KG sind ein kommunales Versorgungsunternehmen für Elektrizität, Gas, Wärme und Wasser in Rosenheim in Oberbayern. Das Unternehmen ist auch für die Schwimmbäder, die Abfallentsorgung und über die Tochtergesellschaft komro GmbH für Telefonie, Breitband-Internet und Kabelfernsehen in Rosenheim verantwortlich.

## Geschichte

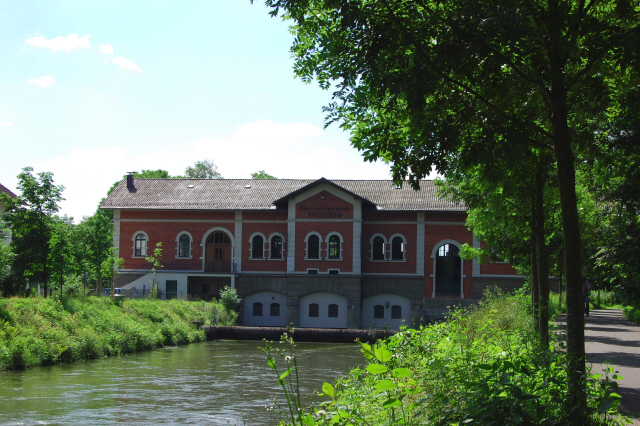
Wasserkraftwerk Oberwöhr (erbaut 1896)

Rosenheim realisiert als eine der ersten bayerischen Gemeinden eine eigene Gasversorgung. Am 12. April 1862 wurde ein Vertrag “zwischen dem Magistrat des Marktes Rosenheim und dem Herrn L.A. Riedinger Fabrikant aus Augsburg bezüglich der Einführung einer Gasbeleuchtung im Markt Rosenheim” aufgesetzt. Die Bauarbeiten starteten im Juni 1863 und gingen zügig voran. Im Dezember des gleichen Jahres sind die Bauarbeiten abgeschlossen und am 1. Januar 1864 startet der reguläre Betrieb. Zunächst ist der städtische Bauhof, fünf Betriebe mit Gasmotoren und 65 Gaslaternen angeschlossen.
1896 wurde am Mangfallkanal in Oberwöhr ein erstes Wasserkraftwerk errichtet. Dies stellte gleichzeitig den Beginn der Stromproduktion in Rosenheim dar. Die Anlage wurde 1921 noch einmal vergrößert und war bis in die 1950er Jahre der wichtigste Stromerzeuger in der Region. Die Stadtwerke Rosenheim als Unternehmen wurden 1939 gegründet.
1955 wurde in Rosenheim das erste Heizkraftwerk gebaut. Aufgrund der überfüllten Müllabladeplätze in der Stadt errichtete Rosenheim als eine der ersten Städte in der Bundesrepublik dann 1964 eine Müllverbrennungsanlage, die Kosten betrugen fast drei Millionen Euro. Die Anlage wurde an das Heizkraftwerk angeschlossen, wodurch die Energiezufuhr im Heizkraftwerk erheblich gesteigert wurde. Bereits damals wurde die Abwärme aus der Energieerzeugung genutzt und in ein Fernwärmenetz eingespeist, das mit den Jahren immer wieder erweitert wurde. Ein 80 Meter hoher Schornstein sollte die Verbrennung für die Bewohner so geruchlos wie möglich machen. Zu Beginn wurden pro Tag etwa 15 bis 20 Kubikmeter Müll verbrannt. 1970 wurde ein zweiter Müllverbrennungskessel in Betrieb genommen, wodurch auch der Müll von einer großen Zahl der Nachbargemeinden entsorgt werden konnte.
Seit 1976 betreiben die Stadtwerke die Mülldeponie Waldering in Stephanskirchen. 1985 wurde die Mülltrennung eingeführt und ein Wertstoffhof errichtet.
Das Tochterunternehmen komro wurde 1997 aufgrund der Liberalisierung der Telekommunikations- und Kabelbranche gegründet und nahm 1998 seinen Betrieb auf. Hervorgegangen ist das Unternehmen aus der ehemaligen Stadtantenne Rosenheim. Nach den Olympischen Spielen 1972 in München kaufte die Stadt Rosenheim Teile der Infrastruktur des Olympischen Dorfes und errichteten damit ein erstes Kabelnetz für Fernseh- und Radioempfang. Ab 1999 wurden auch die ersten Internettarife angeboten, 2005 kam Telefonie hinzu. In den Folgejahren wurden die Netze teilweise modernisiert und durch Zukäufe ergänzt. Seit Juni 2015 bietet komro einen kostenfreien WLAN-Dienst in Rosenheim an. Inzwischen ist nahezu der gesamte Innenstadtbereich über ein dichtes Netz von 150 Hotspots versorgt.
2013 baute GE Jenbacher ein Gaskraftwerk in Rosenheim, das insbesondere auch dazu dienen sollte, schnell und flexibel auf eventuelle wetterbedingte Ausfälle von Wind- und Solarenergieerzeugern im Netz zu reagieren und dieses somit zu stabilisieren. Auch hier wird die entstehende Wärme ins Fernwärmenetz der Stadt eingespeist, wodurch der Wirkungsgrad des Kraftwerks auf 90 Prozent steigt.
Die Stadtwerke Rosenheim betreiben bereits seit 2010 ein sogenanntes Virtuelles Kraftwerk als Zusammenschluss verschiedener dezentraler Stromerzeuger. Ab Herbst 2015 wurden die ersten kleinen Biogasanlagen aus der Region an dieses angeschlossen und versorgten testweise ein Stadtfest mit Strom. In den folgenden Jahren wuchs die Zahl der angeschlossenen Anlagen auf über 100 standortangepasste Biogas- und Photovoltaikanlagen. Dieser von den regionalen Bauern produzierte Strom wird unter der Bezeichnung „Rosenheimer Landstrom“ vermarktet. Das ganze Konzept gilt als Vorbild für andere Regionen und ist in der Branche als „Rosenheimer Modell“ ein Begriff.

## Unternehmensstruktur und Standorte
Die Stadtwerke Rosenheim sind ein Tochterunternehmen der Stadt Rosenheim. Die Hauptverwaltung und das Kundenzentrum befinden sich zentral gelegen in der Bayerstraße. Weitere Verwaltungsgebäude sowie beispielsweise auch das Müllkraftwerk befinden sich in direkter Umgebung. Dr. Götz Brühl ist seit 2002 der Geschäftsführer der Stadtwerke Rosenheim. Sein Vertreter ist Prokurist Karsten Mevissen.
Das Tochterunternehmen KOMRO – Gesellschaft für Telekommunikation mbH bündelt eine Vielzahl von Produkten in den Bereichen Internet, Telefonie und Kabelfernsehen. In Form von Beteiligungsgesellschaften beispielsweise in Bad Endorf (SternKom) und Dachau (DachauCityCom) ging die komro verschiedene Kooperationen ein. Weitere Bereiche sind in die Gesellschaften Stadtwerke Rosenheim Verwaltungs GmbH, Stadtwerke Rosenheim Versorgungs GmbH und Stadtwerke Rosenheim Netze GmbH ausgegliedert.

## Betriebsbereiche (Auswahl)

### Energie
Die Stadtwerke bieten verschiedene Strommixe an, also beispielsweise Strom, der zu 100 % aus Wasserkraft erzeugt wird oder auch rein regional und ökologisch produzierten Strom.
Nach Unternehmensangaben deckt das Müllheizkraftwerk etwa ein Drittel des Strombedarfs. Neben dem Wasserkraftwerk in Oberwöhr und sechs weiteren kleineren Wasserkraftanlagen wird auch ein Gaskraftwerk betrieben, das insbesondere als Sicherheitsnetz für eventuelle Ausfälle von erneuerbaren Energiequellen dient.
Das Unternehmen versorgt einen großen Teil des Stadtgebiets mit Fernwärme. Diese wird nach dem Prinzip der Kraft-Wärme-Kopplung (KWK) ausschließlich aus Abwärme der Stromerzeugung gewonnen. Dadurch wird der Wirkungsgrad der Kraftwerke deutlich verbessert. Zum Ausgleich von verschiedenen Bedarfen existieren außerdem sechs Wärmespeicher. Aktuell ist die Errichtung eines Fernkältenetzes im Stadtzentrum von Rosenheim geplant.
Die Stadtwerke Rosenheim betreiben ein 270 Kilometer langes Leitungsnetz zur Versorgung von etwa 7000 Haushalten und Unternehmen mit Erdgas.

### Entsorgung
Seit 1964 betreiben die Stadtwerke Rosenheim ein Müllheizkraftwerk, in dem nach Unternehmensangaben jährlich etwa 65.000 Tonnen an gesammeltem Haus- und Sperrmüll verbrannt werden. Das Kraftwerk erzeugt einen maßgeblichen Anteil des in Rosenheim benötigten Stroms. Die Abwärme wird gleichzeitig in das Fernwärmenetz der Stadt eingespeist, wodurch das Müllheizkraftwerk effizienter als vergleichbare Kraftwerke ist. Durch die Installation einer Entstickungsanlage und einer Rauchgasreinigung konnte die Emission von Feinstaub und anderen Schadstoffen reduziert werden.
Unter die Verwaltung der Stadtwerke fallen außerdem ein Wertstoffhof, über 70 Wertstoffinseln im Stadtgebiet sowie eine Mülldeponie in Waldering.

### Bäder
Die Stadtwerke Rosenheim sind auch Betreiber des Hallenbades und des Freibades in Rosenheim. Die Bäder haben jeweils ein Schwimmer- und Nichtschwimmerbecken sowie ein Kinderbecken. Im Hallenbad ist ein Saunabereich vorhanden.
Der Betrieb des Freibads (1872 als Militärbad eröffnet, 1958 umgebaut) ging 1984 von der Stadt Rosenheim an die Stadtwerke über. 1993 übernahmen die Stadtwerke auch den Betrieb des 1970 eröffneten Hans-Klepper-Hallenbades. Ab 2005 erfolgten mehrere Umbauten und Modernisierungen in beiden Bädern.

### Mobilität
Die Stadtwerke betreiben seit 1993 ein Anruf-Sammel-Taxi (AST) in Rosenheim sowie den umliegenden Gemeinden Stephanskirchen (seit 1995), Riedering (seit 2018) und Rohrdorf (seit 2020).
Das Unternehmen betreibt in Zusammenarbeit mit einem Tankstellenbetreiber eine Autogas-Zapfsäule, nachdem eine eigene Gas-Tankstelle mittlerweile nicht mehr in Betrieb ist. Zudem befinden sich mehrere Ladestationen für Elektrofahrzeuge im Rosenheimer Stadtgebiet, die ebenfalls von den Stadtwerken bewirtschaftet werden.

## Engagement und Projekte
Die Stadtwerke Rosenheim gelten als „Vorreiter“ für eine regionale und nachhaltige Energieerzeugung und -versorgung. Sie haben ein Energiekonzept entwickelt und sich zum Ziel gesetzt, eine CO2-neutrale Strom- und Wärmeerzeugung bis 2025 zu erreichen. Schwerpunkt dabei ist die bereits oben erwähnte Kraft-Wärme-Kopplung, bei dem die Abwärme, die bei der Stromerzeugung entsteht, in ein Fernwärmesystem eingespeist wird, wodurch die Energie wesentlich effizienter genutzt wird.
Die Stadtwerke haben außerdem ein eigenes, mehrstufiges Konzept zur Holzvergasung entwickelt, das wesentlich schadstoffärmer und effizienter als bisherige arbeitet und als „Rosenheimer Verfahren“ bekannt geworden ist. Das Holz wird dabei nicht verbrannt, sondern verschwelt, wodurch ein brennbares Gas entsteht, das zur Stromerzeugung genutzt werden kann. Dieses wurde in kleineren Anlagen bereits in der Praxis getestet und soll in Zukunft auch in größeren Anlagen verwendet werden. Das Projekt wird vom Bundesministerium für Ernährung und Landwirtschaft über den Projektträger Fachagentur Nachwachsende Rohstoffe (FNR) gefördert.
Ebenfalls gespeist durch Abwärme der Kraftwerke wird aktuell ein Fernkältesystem aufgebaut. Im Rosenheimer Kultur- und Kongresszentrum sowie im Quartier „Bahnhof Nord“ entstanden bereits erste Projekte auf dem Gebiet der Kraft-Wärme-Kälte-Kopplung. Für letzteres wurden die Stadtwerke 2020 zusammen mit dem Unternehmen SolarNext mit dem Bayerischen Energiepreis ausgezeichnet. Aktuell läuft die Planung eines Fernkältenetzes, das langfristig Teile der Rosenheimer Innenstadt mit Kälte versorgen soll. Das Projekt wird gefördert durch den Europäischen Fonds für regionale Entwicklung.
Die Stadtwerke haben 2019 den Zuschlag für drei iKWK-Projekte (innovative Kraft-Wärme-Kopplung) gefördert durch die Bundesnetzagentur bekommen. Dabei werden in den kommenden Jahren insgesamt 19 Mio. Euro investiert.